# Monte Chétif
Il monte Chétif (pron. fr. AFI: [ʃetif] - in francese e ufficialmente, mont Chétif) (2.343 m s.l.m.) è una montagna delle Alpi della Grande Sassière e del Rutor nelle Alpi Graie. 

## Toponimo
Il toponimo significa "monte gracile" in francese.

## Descrizione

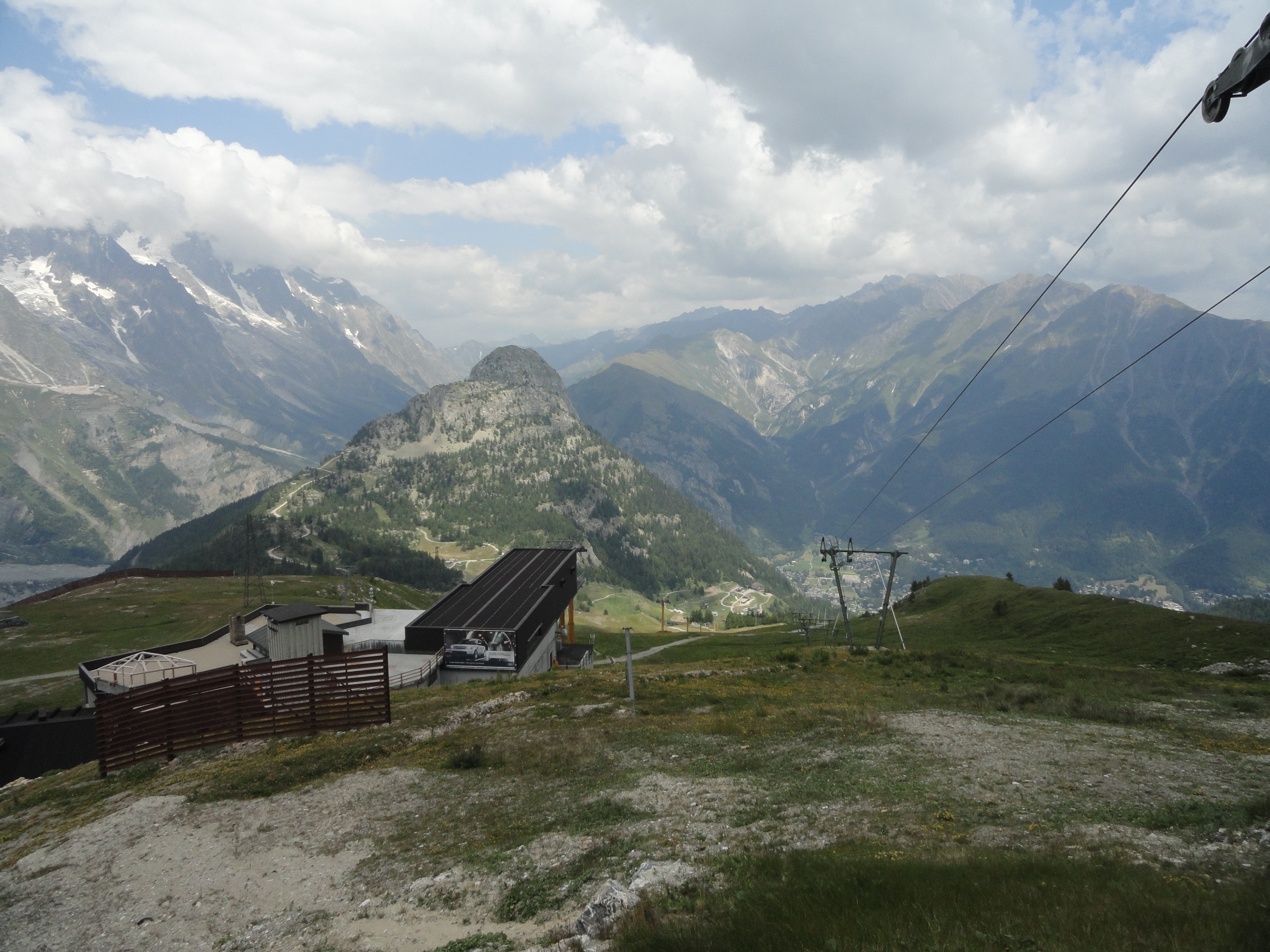
Veduta d'insieme: al centro il Mont Chétif, sulla destra Courmayeur, mentre a sinistra si affaccia il massiccio del Monte Bianco

La montagna si trova in Valle d'Aosta e sovrasta ad ovest Courmayeur.
Dalla vetta del monte si gode di un ottimo panorama sia su Courmayeur fino a Pré-Saint-Didier sia sul versante italiano del massiccio del Monte Bianco.

## Geologia
La montagna è composta principalmente da rocce gneissiche e cristalline, tra le quali la quarzite. Sul suo versante meridionale è da tempo nota ai geologi la presenza di giacimenti di galena.

## Accessi
È possibile raggiungere il monte tramite numerosi facili sentieri che partono da Plan Chécrouit e da Pré-de-Pascal oppure tramite una ferrata alla quale si accede nei pressi di Courba-Dzeleuna.